# Team Trees
Team Trees, стилизованная под #TEAMTREES, — это совместный сбор средств, в ходе которого до начала 2020 года было собрано 20 миллионов долларов США для посадки 20 миллионов деревьев. Инициатива была начата американскими ютуберами MrBeast и Mark Rober и в основном поддержана ютуберами. Все пожертвования идут в фонд Arbor Day Foundation, организацию по посадке деревьев, которая обязуется посадить одно дерево на каждый пожертвованный доллар США. Фонд Arbor Day Foundation начал посадку в январе 2020 года и планирует закончить «не позднее декабря 2022 года». Подсчитано, что 20 миллионов деревьев займут 210 км2 (81 кв. Миль) земли, поглотят около 1,6 миллиона тонн углерода и удалят из атмосферы 116 тысяч тонн химического загрязнения воздуха.
25 октября 2022 года было объявлено, что цель проекта выполнена: 20 миллионов деревьев высажено. Также, проект собрал более 24.7 миллиона долларов, что превышает цель сбора средств по посадке 20 миллионов деревьев.

## На фоне
Идея возникла 24 мая 2019 года, когда фанат предложил на Reddit, чтобы MrBeast (Джимми Дональдсон) посадил 20 миллионов деревьев, чтобы отпраздновать достижение 20 миллионов подписчиков на YouTube. Идея распространилась по YouTube, Reddit и Twitter, в основном в виде мемов. Эта идея могла быть связана с лесными пожарами в тропических лесах Амазонки в 2019 году. Американский ютубер, инженер и изобретатель Марк Робер напрямую сотрудничал с Дональдсоном, чтобы начать сбор средств. 25 октября 2019 г. Дональдсон загрузил на YouTube видео, объясняющее его план, которое заняло первое место на популярной странице YouTube и побудило многих пользователей YouTube присоединиться к движению.
Среди известных ютуберов, сделавших пожертвования, Пьюдипай, Rhett & Link, Marshmello, iJustine, Marques Brownlee, The Slow Mo Guys, Ninja, Симона Гирц, Джексептикай, Умнее с каждым днём, Марк Робер, Simply Nailogical, The King of Random, Dude Perfect, The Try Guys, Алан Беккер, Алан Уокер, TheOdd1sOut Linus Tech Tips, Jeffree Star, minuteearth и Jaiden Animations. Такие предприниматели, как Илон Маск, Тобиас Лютке, Марк Бениофф, Сьюзан Войжитски, Джек Дорси и Джин — Мишель Лемьё также сделали пожертвования и продвигали кампанию.
Деревья будут посажены «в различных лесах на государственных и частных землях в особо нуждающихся районах», начиная с января 2020 года. Цель состоит в том, чтобы посадить их «не позднее декабря 2022 года».

## Ответы
Многие пользователи YouTube создали контент, чтобы извлечь выгоду из растущей тенденции Team Trees; несмотря на то, что Фонд Arbor Day Foundation охватил всего несколько сотен создателей, Team Trees теперь представлены в более чем 80 000 видео от более чем 4200 создателей со всего мира. В Instagram и Twitter более 556 001 пост набрал более 4,6 миллиарда просмотров. Создатели смогли уникальным образом вдохновить свою аудиторию стать спонсорами и сторонниками Team Trees благодаря своим отношениям со своими фанатами.
Помимо влиятельных лиц в социальных сетях, крупные корпорации сделали крупные пожертвования, включая Verizon, EA, Salesforce (Марк Бениофф), Shopify (генеральный директор Тобиас Лютке и Технический директор Жан-Мишель Лемьё) и Tesla (Илон Маск).
Канал Discovery снял документальный фильм #TeamTrees о кампании, который вышел в эфир 3 декабря 2019 года, а на следующий день было пожертвовано 100 203 доллара США.

## Посадочные проекты
Места посадки Team Trees включают:
| Расположение                                               | Страна                   | Процент деревьев | Количество деревьев | Статус    |
| ---------------------------------------------------------- | ------------------------ | ---------------- | ------------------- | --------- |
| Центральная и Северная Виктория                            | Австралия                | 0 %              | 75,000              | ЗАКОНЧЕНО |
| Восточный Квинсленд                                        | Австралия                | 2 %              | 300,000             |           |
| Атлантический лес                                          | Бразилия                 | 1 %              | 170,000             |           |
|                                                            | Бурунди                  | 1 %              | 100,000             | ЗАКОНЧЕНО |
| Район пожара на Элефант-Хилл, Британская Колумбия, 2017 г. | Канада                   | 1 %              | 170,000             | ЗАКОНЧЕНО |
| Район пожара в Хансвилле, 2017 г., Британская Колумбия     | Канада                   | 1 %              | 150,000             |           |
| Великая зелёная стена                                      | Чад, Мали, Сенегал       | 19 %             | 3,840,000           |           |
| Уезд Миньцинь, Провинция Ганьсу                            | Китай                    | 0 %              | 25,000              | ЗАКОНЧЕНО |
| Гайчжоу, Провинция Ляонин                                  | Китай                    | 0 %              | 20,000              |           |
|                                                            | Доминиканская Республика | 1 %              | 200,000             |           |
|                                                            | Франция                  | 1 %              | 150,000             |           |
|                                                            | Гаити                    | 5 %              | 1,050,000           |           |
| Бассейн реки Кавери                                        | Индия                    | 5 %              | 905,439             |           |
| Провинция Западное Папуа                                   | Индонезия                | 2 %              | 450,000             | ЗАКОНЧЕНО |
|                                                            | Ирландия                 | 1 %              | 100,000             | ЗАКОНЧЕНО |
| Лес Киджабе                                                | Кения                    | 5 %              | 950,000             | ЗАКОНЧЕНО |
| Горный хребет Кианджавато                                  | Мадагаскар               | 2 %              | 400,000             | ЗАКОНЧЕНО |
|                                                            | Мадагаскар               | 3 %              | 600,000             |           |
|                                                            | Мозамбик                 | 6 %              | 1,252,007           |           |
|                                                            | Никарагуа                | 5 %              | 975,000             | ЗАКОНЧЕНО |
|                                                            | Перу                     | 1 %              | 125,800             | ЗАКОНЧЕНО |
|                                                            | Португалия               | 0 %              | 10,000              | ЗАКОНЧЕНО |
| Регионы Фатик и Каффрин                                    | Сенегал                  | 10 %             | 1,990,000           |           |
| Полуостров Фритаун                                         | Сьерра-Леоне             | 1 %              | 100,000             |           |
| Паленсия                                                   | Испания                  | 0 %              | 4,200               | ЗАКОНЧЕНО |
| Провинция Мэхонгсон                                        | Таиланд                  | 0 %              | 50,000              | ЗАКОНЧЕНО |
| Провинция Адана                                            | Турция                   | 0 %              | 60,000              |           |
| Измир (провинция)                                          | Турция                   | 0 %              | 50,000              | ЗАКОНЧЕНО |
|                                                            | Великобритания           | 0 %              | 24,000              |           |
|                                                            | Великобритания           | 0 %              | 50,000              |           |
| Мерси Форест                                               | Великобритания           | 0 %              | 70,000              | ЗАКОНЧЕНО |
| Алабама, Флорида, Джорджия и Южная Каролина                | США                      | 5 %              | 1,000,000           |           |
| Долина реки Миссисипи в Арканзасе, Луизиане и Миссисипи    | США                      | 5 %              | 1,000,000           | ЗАКОНЧЕНО |
| Округ Бьютт, Калифорния                                    | США                      | 1 %              | 100,000             | ЗАКОНЧЕНО |
| База ВВС Тиндалл, Флорида                                  | США                      | 5 %              | 983,000             |           |
| Водоразделы в Джорджии                                     | США                      | 2 %              | 450,000             |           |
| Государственные леса Мичигана                              | США                      | 11 %             | 2,207,067           |           |
| Национальный лес Биттеррут, Монтана                        | США                      | 0 %              | 63,800              | ЗАКОНЧЕНО |
| Национальные леса Флэтхед и Кутенай, Монтана               | США                      | 1 %              | 295,132             | ЗАКОНЧЕНО |
| Национальный лес Галлатин, Монтана                         | США                      | 1 %              | 275,500             | ЗАКОНЧЕНО |
| Национальный лес Небраски, Небраска                        | США                      | 0 %              | 40,000              | ЗАКОНЧЕНО |
| Государственный лес Бладен-Лёйкс, Северная Каролина        | США                      | 1 %              | 147,555             | ЗАКОНЧЕНО |
| Роуг-Ривер-Национальный лес Сискию, Орегон                 | США                      | 0 %              | 23,100              | ЗАКОНЧЕНО |
| Бассейн реки Уилламетт, Орегон                             | США                      | 3 %              | 500,000             | ЗАКОНЧЕНО |
| Южная Каролина                                             | США                      | 5 %              | 1,000,000           | ЗАКОНЧЕНО |
| Водораздел реки Раппаханнок, Вирджиния                     | США                      | 0 %              | 50,000              | ЗАКОНЧЕНО |
| Вашингтон                                                  | США                      | 3 %              | 650,000             | ЗАКОНЧЕНО |

## Критика
Айке Люделинг, заведующая кафедрой садоводческих наук Боннского университета, заявила: «Оказывается, что многие из этих саженцев, если вы не сделаете это хорошо или если это сделают люди, которые на самом деле не заботятся об этих деревьях, тогда все они просто быстро умирают. Иногда, вероятно, лучше посадить меньше деревьев и по-настоящему позаботиться о них». Дэнни Кон, директор по связям с общественностью фонда Arbor Day Foundation, ответил на эти опасения, заявив, что «все партнёры, работающие с организацией, должны иметь планы, которые помогут их деревьям процветать».